# Светлянка (село)
Светлянка — село в Чаинском районе Томской области, Россия. Входит в состав Чаинского сельского поселения.

## История
Основано в 1912 году. По данным на 1926 года посёлок Нижняя Светлянка состоял из 52 хозяйств, основное население — русские. Являлся административным центром Светлянского сельсовета Чаинского района Томского округа Сибирского края.

## Население
| 1926 | 1931 | 1940 | 1956 | 1995 | 1996 | 1997 |
| ---- | ---- | ---- | ---- | ---- | ---- | ---- |
| 222  | ↗429 | ↘181 | ↘148 | ↘19  | ↘14  | →14  |
| 1998 | 1999 | 2012 | 2013 | 2014 | 2015 |      |
| ↘11  | ↘8   | ↘0   | ↗1   | ↗2   | ↗3   |      |